# Bor monoksid
Bor monoksid (B2O) je hemijsko jedinjenje bora i kiseonika. Dve eksperimentalne studije su predložile postojanje dijamantu sličnog i grafitu sličnog B2O, poput bor nitrida i ugljeničnih čvrstih materijala. Međutim, kasnije sistematske eksperimentalne studije faznih dijagrama bor oksida sugerišu da je B2O nestabilan. Nestabilnost grafitu slične B2O faze je isto tako teorijski predviđena.